# Бендер, Лоренс
Ло́уренс Бе́ндер (англ. Lawrence Bender; родился 17 октября 1957 года) — американский кинопродюсер. Стал известен после выхода фильма Квентина Тарантино «Бешеные псы» в 1992 году. В дальнейшем продюсировал все фильмы режиссёра, за исключением картин «Доказательство смерти», «Джанго освобождённый» и «Однажды в... Голливуде».
В 1980 году был рабочим-постановщиком на съемках «Сказок с темной стороны». В 1989 году Лоуренс Бендер продюсировал фильм «Незваный гость» с Сэмом Рэйми и Брюсом Кэмпбеллом в главных ролях. В дальнейшем занимался продюсированием различных фильмов, зачастую работая над несколькими проектами в течение каждого года.

## Фильмография
| Год  | Фильм                         | Должность                                           |
| ---- | ----------------------------- | --------------------------------------------------- |
| 1989 | Незваный гость                | Продюсер                                            |
| 1989 | История двух сестер           | Продюсер                                            |
| 1992 | Бешеные псы                   | Продюсер                                            |
| 1994 | Дерзкий                       | Продюсер                                            |
| 1994 | Криминальное чтиво            | Продюсер                                            |
| 1994 | Убить Зои                     | Продюсер                                            |
| 1995 | Четыре комнаты                | Продюсер                                            |
| 1995 | Бремя белого человека         | Продюсер                                            |
| 1996 | Snakeland                     | Исполнительный продюсер                             |
| 1996 | От заката до рассвета         | Исполнительный продюсер                             |
| 1997 | Умница Уилл Хантинг           | Продюсер                                            |
| 1997 | Джеки Браун                   | Продюсер                                            |
| 1998 | Дороже рубинов                | Продюсер                                            |
| 1999 | От заката до рассвета 2       | Исполнительный продюсер                             |
| 1999 | Анна и король                 | Продюсер                                            |
| 2000 | От заката до рассвета 3       | Исполнительный продюсер                             |
| 2001 | Анатомия преступления (TV)    | Исполнительный продюсер                             |
| 2001 | Мексиканец                    | Продюсер                                            |
| 2001 | Вышибалы                      | Продюсер                                            |
| 2002 | Потерявшийся в Оз (TV)        | Исполнительный продюсер                             |
| 2002 | Бесшабашное ограбление        | Исполнительный продюсер                             |
| 2002 | Нэнси Дрю (TV)                | Исполнительный продюсер                             |
| 2003 | Убить Билла. Фильм 1          | Продюсер                                            |
| 2004 | Грязные танцы 2               | Продюсер                                            |
| 2004 | Клуб выживших (TV)            | Исполнительный продюсер                             |
| 2004 | Убить Билла. Фильм 2          | Продюсер                                            |
| 2004 | Невинные голоса               | Продюсер                                            |
| 2004 | Доктор Вегас (TV)             | Исполнительный продюсер эпизодов «Pilot» и «Limits» |
| 2004 | Волшебник Земноморья          | Исполнительный продюсер                             |
| 2005 | Чамскраббер                   | Продюсер                                            |
| 2005 | Авантюра гаечного ключа (TV)  | Исполнительный продюсер                             |
| 2005 | Великий рейд                  | Продюсер                                            |
| 2005 | Гол!                          | Исполнительный продюсер                             |
| 2006 | Флирт (TV)                    | Исполнительный продюсер                             |
| 2006 | Неудобная правда              | Продюсер                                            |
| 2007 | The Line-Up                   | Исполнительный продюсер                             |
| 2007 | 88 минут                      | Исполнительный продюсер                             |
| 2008 | Long Island Confidential (TV) | Исполнительный продюсер                             |
| 2008 | The Youngest Candidate        | Продюсер                                            |
| 2009 | Бесславные ублюдки            | Продюсер                                            |
| 2012 | Защитник                      | Продюсер                                            |
| 2016 | Лес призраков                 | исполнительный продюсер                             |
| 2016 | Молчание                      | исполнительный продюсер                             |
| 2016 | По соображениям совести       | исполнительный продюсер                             |
| 2018 | В объятиях лжи                | продюсер                                            |
| 2018 | Семь секунд                   | исполнительный продюсер                             |